# Onythes flavicosta
Onythes flavicosta är en fjärilsart som beskrevs av Druce 1905. Onythes flavicosta ingår i släktet Onythes och familjen björnspinnare. Inga underarter finns listade i Catalogue of Life.